# Hedyotis tuyamae
Hedyotis tuyamae är en måreväxtart som beskrevs av Takahide Hosokawa. Hedyotis tuyamae ingår i släktet Hedyotis och familjen måreväxter. Inga underarter finns listade i Catalogue of Life.